# The Trinity
The Trinity (englisch für „Die Dreieinigkeit“) ist das dritte Studioalbum des jamaikanischen Dancehall-Musikers Sean Paul. Es erschien am 23. September 2005 über die Labels VP Records und Atlantic Records. Am 19. Juni 2006 wurde es als Special-Edition inklusive sechs Bonussongs wiederveröffentlicht.

## Produktion
Jeremy Harding, Christopher Chin und Murray Elias fungierten bei dem Album als Ausführende Produzenten. An der Produktion der Instrumentals war eine Vielzahl verschiedener Musikproduzenten beteiligt, darunter Donovan Bennett, Steven Marsden, Andre Saunders, Delano Thomas und Michael Jarrett.

## Covergestaltung
Das Albumcover ist in dunklen Farbtönen gehalten und zeigt Sean Paul, der den Betrachter ernst ansieht. Die Schriftzüge Sean Paul in Weiß und The Trinity in Rot befinden sich im rechten Teil des Bildes. Der Hintergrund ist schwarz gehalten.

## Gastbeiträge
Auf vier bzw. sechs Liedern des Albums treten neben Sean Paul andere Künstler in Erscheinung. So ist der Reggae-Sänger Wayne Marshall auf Yardie Bone vertreten, während die Sängerin Tami Chynn einen Gastauftritt im Stück All on Me hat. Change the Game ist eine Kollaboration mit den Musikern Looga Man sowie Kid Kurup und das Gesangsduo Nina Sky ist auf Connection zu hören. Außerdem wird Sean Paul beim Bonussong Cry Baby Cry von Joss Stone und Carlos Santana unterstützt, während die Sängerin Rihanna einen Gastbeitrag auf Break It Off hat.

## Titelliste
| #  | Titel                   | Gastbeiträge            | Produzent                                         | Länge |
| -- | ----------------------- | ----------------------- | ------------------------------------------------- | ----- |
| 1  | Fire Links Intro        |                         |                                                   | 0:49  |
| 2  | Head in the Zone        |                         | Andre Saunders, Delano Thomas und Michael Jarrett | 3:55  |
| 3  | We Be Burnin’           |                         | Andre Saunders, Delano Thomas und Michael Jarrett | 3:35  |
| 4  | Send It On              |                         | Steven Marsden                                    | 3:38  |
| 5  | Ever Blazin’            |                         | Steven Marsden                                    | 3:10  |
| 6  | Eye Deh a Mi Knee       |                         | Donovan Bennett                                   | 2:58  |
| 7  | Give It Up to Me        |                         | Donovan Bennett                                   | 4:04  |
| 8  | Yardie Bone             | Wayne Marshall          | Donovan Bennett                                   | 3:12  |
| 9  | Never Gonna Be the Same |                         | Donovan Bennett                                   | 3:14  |
| 10 | I’ll Take You There     |                         | Craig Parks                                       | 3:56  |
| 11 | Temperature             |                         | Rohan Fuller                                      | 3:36  |
| 12 | Breakout                |                         | Omari Stines und Roach Stines                     | 2:59  |
| 13 | Head to Toe             |                         | Donovan Bennett                                   | 4:21  |
| 14 | Connection              | Nina Sky                | Elijah Wells, Lionel Bermingham und Marlon Cooke  | 3:31  |
| 15 | Straight Up             |                         | Dwayne Chin-Quee                                  | 3:06  |
| 16 | All on Me               | Tami Chynn              | Jason Henriques                                   | 4:18  |
| 17 | Change the Game         | Looga Man und Kid Kurup | Jason Henriques                                   | 3:54  |
| 18 | The Trinity             |                         | Michael Jarrett                                   | 3:35  |

Bonussongs der Download-Version:
| #  | Titel        | Gastbeiträge | Produzent | Länge |
| -- | ------------ | ------------ | --------- | ----- |
| 19 | U a Pro      |              |           | 2:59  |
| 20 | Feel Alright |              |           | 3:05  |

Bonus-CD der Special-Edition:
| # | Titel                          | Gastbeiträge                  | Produzent       | Länge |
| - | ------------------------------ | ----------------------------- | --------------- | ----- |
| 1 | Cry Baby Cry                   | Carlos Santana und Joss Stone | Lester Mendez   | 3:52  |
| 2 | Break It Off                   | Rihanna                       | Don Corleon     | 3:35  |
| 3 | As Time Goes On                |                               | Rupert Bent Jr. | 4:54  |
| 4 | Temperature (live)             |                               |                 | 2:49  |
| 5 | Get Busy (live)                |                               |                 | 2:47  |
| 6 | Never Gonna Be the Same (live) |                               |                 | 3:32  |

## Singleauskopplungen
Sieben Lieder des Albums wurden als Singles ausgekoppelt. Davon war besonders der Song Temperature erfolgreich, der Platz 1 in den Vereinigten Staaten belegte und dort eine doppelte Platin-Schallplatte erhielt. Die erste Auskopplung We Be Burnin’ erreichte ebenfalls hohe Chartplatzierungen. Weitere Singles waren Ever Blazin’, Cry Baby Cry, (When You Gonna) Give It Up to Me, Never Gonna be the Same und Break It Off.

## Rezeption
| Professionelle Bewertungen | Professionelle Bewertungen |
| -------------------------- | -------------------------- |
| Kritiken                   |                            |
| Quelle                     | Bewertung                  |
| laut.de                    | [ 3 ]                      |
| Rolling Stone              | [ 4 ]                      |
| allmusic                   | [ 5 ]                      |
| RapReviews                 | [ 6 ]                      |

Bei den Grammy Awards 2006 wurde The Trinity in der Kategorie Best Reggae Album nominiert, unterlag jedoch Welcome to Jamrock von Damian Marley.

## Kommerzieller Erfolg

### Chartplatzierungen
The Trinity stieg am 10. Oktober 2005 auf Platz 9 in die deutschen Albumcharts ein und belegte in den folgenden Wochen die Ränge 14, 15 und 22. Insgesamt konnte es sich mit Unterbrechungen 33 Wochen in den Top 100 halten. In den USA belegte das Album Platz 7 der Charts und hielt sich 52 Wochen in den Top 200. Auch in Österreich, der Schweiz und Großbritannien erreichte das Album hohe Chartplatzierungen.
| ChartsChartplatzierungen       | Höchstplatzierung | Wochen |
| ------------------------------ | ----------------- | ------ |
| Deutschland (GfK)              | 9 (33 Wo.)        | 33     |
| Österreich (Ö3)                | 6 (28 Wo.)        | 28     |
| Schweiz (IFPI)                 | 4 (50 Wo.)        | 50     |
| Vereinigte Staaten (Billboard) | 7 (52 Wo.)        | 52     |
| Vereinigtes Königreich (OCC)   | 11 (19 Wo.)       | 19     |

| ChartsJahrescharts (2005) | Platzierung |
| ------------------------- | ----------- |
| Schweiz (IFPI)            | 74          |

| ChartsJahrescharts (2006)      | Platzierung |
| ------------------------------ | ----------- |
| Schweiz (IFPI)                 | 62          |
| Vereinigte Staaten (Billboard) | 60          |

### Auszeichnungen für Musikverkäufe
The Trinity verkaufte sich in Deutschland über 100.000 Mal und erhielt somit eine Goldene Schallplatte. In den Vereinigten Staaten wurde das Album für mehr als zwei Millionen verkaufte Exemplare mit Doppelplatin ausgezeichnet, während es in Großbritannien Platin und in der Schweiz eine Goldene Schallplatte bekam. Für europaweit über eine Million verkaufte Einheiten erhielt das Album außerdem eine Platin-Schallplatte.
| Land/Region                  | Auszeichnungen für Musikverkäufe (Land/Region, Auszeichnung, Verkäufe) | Verkäufe  |
| ---------------------------- | ---------------------------------------------------------------------- | --------- |
| Belgien (BRMA)               | Gold                                                                   | (25.000)  |
| Deutschland (BVMI)           | Gold                                                                   | (100.000) |
| Europa (IFPI)                | Platin                                                                 | 1.000.000 |
| Frankreich (SNEP)            | 2× Platin                                                              | (400.000) |
| Irland (IRMA)                | Gold                                                                   | (7.500)   |
| Japan (RIAJ)                 | Platin                                                                 | 250.000   |
| Kanada (MC)                  | Platin                                                                 | 100.000   |
| Neuseeland (RMNZ)            | Gold                                                                   | 7.500     |
| Schweiz (IFPI)               | Gold                                                                   | (20.000)  |
| Vereinigte Staaten (RIAA)    | 2× Platin                                                              | 2.000.000 |
| Vereinigtes Königreich (BPI) | Platin                                                                 | (300.000) |
| Insgesamt                    | 5× Gold · 8× Platin ·                                                  | 3.357.500 |

Hauptartikel: Sean Paul/Auszeichnungen für Musikverkäufe